# Accrington Stanley F.C.
Accrington Stanley Football Club er en professionel fodboldklub baseret i Accrington, Lancashire, England. Klubben spiller i League Two, det fjerdehøjeste niveau i det engelske fodboldligasystem.
Den nuværende klub blev dannet i 1968, to år efter sammenbruddet af den oprindelige Accrington Stanley grundlagt i 1891. De blev forfremmet til fodboldligaen i 2006 efter at have vundet Conference i 2005-06.

## Historie

### Gendannelse
Accrington havde været uden et fodboldhold efter sammenbruddet af den oprindelige Accrington Stanley i 1966. Det oprindelige hold var blevet dannet i 1891 og spillede i Football League fra 1921 til marts 1962, men havde tilbragt sine sidste fire sæsoner i Lancashire Combination. På et møde i Bold Street Working Men's Club i 1968 blev gendannelsen indledt, og i august 1970 spillede den nye klub på en ny bane, Crown Ground. Eric Whalley, en lokal forretningsmand, tog kontrol over klubben i 1995 og begyndte udviklingen af klubbens hjemmebane. Efter at klubben rykkede ned i 1999 udpegede Whalley John Coleman som manager.

## Navn
Den oprindelige byklub, Accrington, var blandt de tolv grundlæggere af Football League i 1888, før de trådte ud af ligaen efter blot fem år. Et hold kaldet Stanley Villa eksisterede allerede på det tidspunkt, og det blev opkaldt som sådan, fordi de havde hjemmebane på Stanley WMC på Stanley Street i Accrington. Med bortfaldet af Accrington tog Stanley Villa bynavnet sådan at blev Accrington Stanley.